# Instytut Stiekłowa w Sankt Petersburgu

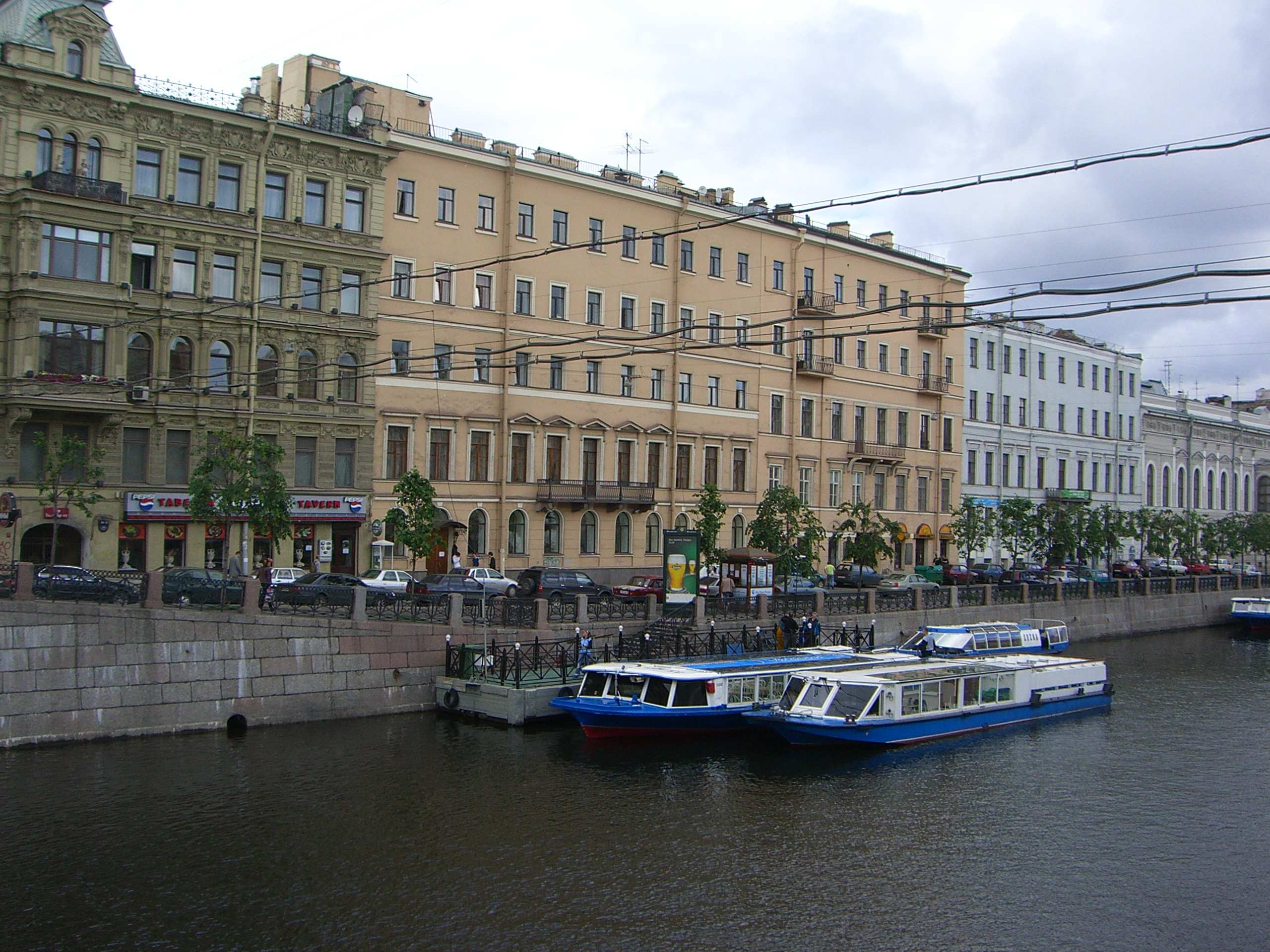
Instytut Stiekłowa w Petersburgu

Petersburski Oddział Instytutu Matematycznego imienia Władimira Stiekłowa Rosyjskiej Akademii Nauk – rosyjska placówka naukowo-badawcza w Sankt Petersburgu, część Rosyjskiej Akademii Nauk, nazwana na cześć Władimira Stiekłowa.
Powstał w 1940 roku wskutek przeniesienia do Moskwy struktur Instytutu Matematycznego imienia Władimira Stiekłowa Akademii Nauk ZSRR, powstałego w 1934 roku wskutek podziału Instytutu Fizyko-Matematycznego imienia Władimira Stiekłowa Akademii Nauk ZSRR w Leningradzie założonego w 1921 roku przez rosyjskiego matematyka Władimira Stiekłowa, drugą częścią został Instytut Fizyczny imienia Piotra Lebiediewa Akademii Nauk ZSRR w Moskwie. W 1992 roku otrzymał dzisiejszą nazwę, od 1995 roku jest niezależną częścią Rosyjskiej Akademii Nauk.
Instytut prowadzi badania w następujących dziedzinach matematyki i fizyki matematycznej: logika matematyczna, teoria algorytmów, algebra, teoria liczb, analiza matematyczna, teoria prawdopodobieństwa i statystyka matematyczna, mechanika ośrodków ciągłych, mechanika kwantowa, geofizyka i sejsmologia.